# Rhodacaroides calidus
Rhodacaroides calidus är en spindeldjursart som beskrevs av Wolfgang Karg 1977. Rhodacaroides calidus ingår i släktet Rhodacaroides och familjen Ologamasidae. Inga underarter finns listade i Catalogue of Life.